# Diocesi di Valença
La diocesi di Valença (in latino Dioecesis Valentina in Brasilia) è una sede della Chiesa cattolica in Brasile suffraganea dell'arcidiocesi di Rio de Janeiro. Nel 2022 contava 258.000  battezzati su 404.000 abitanti. È retta dal vescovo Nelson Francelino Ferreira.

## Territorio
La diocesi comprende 9 comuni nella parte nord-occidentale dello Stato brasiliano di Rio De Janeiro: Valença, Comendador Levy Gasparian, Paraíba do Sul, Paty do Alferes, Rio das Flores, Sapucaia, Três Rios e Vassouras, nonché parte del comune di Miguel Pereira.
Sede vescovile è la città di Valença, dove si trova la cattedrale di Nostra Signora della Gloria.
Il territorio si estende su 3.996 km² ed è suddiviso in 28 parrocchie.

## Storia
La diocesi è stata eretta il 27 marzo 1925 con la bolla Ex apostolico officio di papa Pio XI, ricavandone il territorio dalla diocesi di Barra do Piraí (oggi diocesi di Barra do Piraí-Volta Redonda).
Il 26 marzo 1960 ha ceduto una porzione del suo territorio a vantaggio dell'erezione della diocesi di Nova Friburgo.

## Cronotassi dei vescovi
Si omettono i periodi di sede vacante non superiori ai 2 anni o non storicamente accertati.
- André Arcoverde de Albuquerque Cavalcanti † (1º maggio 1925 - 8 agosto 1936 nominato vescovo di Taubaté)
  - Sede vacante (1936-1938)
- René de Pontes † (13 ottobre 1938 - 2 aprile 1940 deceduto)
- Rodolfo das Mercés de Oliveira Pena † (3 gennaio 1942 - 9 dicembre 1960 dimesso[2])
- José Costa Campos † (9 dicembre 1960 - 26 marzo 1979 nominato vescovo di Divinópolis)
- Amaury Castanho † (30 novembre 1979 - 3 maggio 1989 nominato vescovo coadiutore di Jundiaí)
- Elias James Manning, O.F.M.Conv. † (14 marzo 1990 - 12 febbraio 2014 ritirato)
- Nelson Francelino Ferreira, dal 12 febbraio 2014

## Statistiche
La diocesi nel 2022 su una popolazione di 404.000 persone contava 258.000 battezzati, corrispondenti al 63,9% del totale.
| anno | popolazione | popolazione | popolazione | presbiteri | presbiteri | presbiteri | presbiteri                | diaconi | religiosi | religiosi | parrocchie |
| anno | battezzati  | totale      | %           | numero     | secolari   | regolari   | battezzati per presbitero | diaconi | uomini    | donne     | parrocchie |
| ---- | ----------- | ----------- | ----------- | ---------- | ---------- | ---------- | ------------------------- | ------- | --------- | --------- | ---------- |
| 1950 | 150.000     | 151.000     | 99,3        | 22         | 10         | 12         | 6.818                     |         | 20        | 110       | 17         |
| 1965 | 40.000      | 180.000     | 22,2        | 32         | 18         | 14         | 1.250                     |         |           | 212       | 17         |
| 1968 | 120.000     | ?           | ?           | 15         | 15         | ?          | 8.000                     |         | ?         | 131       | 18         |
| 1976 | 180.000     | 225.000     | 80,0        | 25         | 13         | 12         | 7.200                     |         | 12        | 126       | 18         |
| 1980 | 208.000     | 235.000     | 88,5        | 13         | 13         |            | 16.000                    | 1       | 1         | 130       | 22         |
| 1990 | 259.000     | 286.000     | 90,6        | 23         | 12         | 11         | 11.260                    |         | 11        | 78        | 24         |
| 1999 | 232.300     | 333.500     | 69,7        | 22         | 13         | 9          | 10.559                    |         | 10        | 100       | 26         |
| 2000 | 252.306     | 354.451     | 71,2        | 25         | 15         | 10         | 10.092                    |         | 11        | 80        | 26         |
| 2001 | 243.080     | 353.547     | 68,8        | 23         | 13         | 10         | 10.568                    |         | 11        | 105       | 26         |
| 2002 | 244.830     | 348.200     | 70,3        | 22         | 12         | 10         | 11.128                    |         | 11        | 110       | 26         |
| 2003 | 222.435     | 296.580     | 75,0        | 22         | 11         | 11         | 10.110                    |         | 12        | 105       | 26         |
| 2004 | 247.550     | 330.358     | 74,9        | 22         | 12         | 10         | 11.252                    |         | 14        | 103       | 26         |
| 2010 | 267.500     | 369.000     | 72,5        | 26         | 15         | 11         | 10.288                    |         | 11        | 80        | 26         |
| 2014 | 279.000     | 386.000     | 72,3        | 29         | 18         | 11         | 9.620                     |         | 16        | 71        | 26         |
| 2017 | 248.539     | 389.240     | 63,9        | 29         | 21         | 8          | 8.570                     |         | 16        | 64        | 26         |
| 2020 | 253.900     | 398.120     | 63,8        | 28         | 19         | 9          | 9.067                     |         | 11        | 79        | 26         |
| 2022 | 258.000     | 404.000     | 63,9        | 32         | 24         | 8          | 8.062                     |         | 14        | 37        | 28         |